# Adam Bedell
Adam Bedell (Livonia, 1 december 1991) is een Amerikaans voormalig voetballer die doorgaans speelde als spits. Tussen 2012 en 2016 kwam hij uit voor Detroit City, Columbus Crew, Austin Aztecs, Richmond Kickers, Orlando City en HB Køge.

## Carrière
Bedell speelde voor het eerst voetbal op de universiteit van Detroit, waar hij actief was voor de Detroit Titans, waarvoor hij 23 maal scoorde en 22 assists wist te geven. Later speelde hij nog voor Detroit City, alvorens hij opgenomen werd in de derde ronde van de MLS SuperDraft van 2014. Hij werd gekozen door Columbus Crew en hij tekende zijn contract op 7 maart 2014. Twee dagen later, op 9 maart, maakte hij zijn debuut, toen hij tijdens het met 0–3 gewonnen uitduel in mocht vallen voor Jairo Arrieta. In april en juli 2015 werd Bedell verhuurd aan respectievelijk Austin Aztecs en Richmond Kickers. De aanvaller verkaste in augustus 2015 definitief, toen Orlando City hem overnam. Columbus Crew verhuurde Bedell direct aan HB Køge. Aan het ende van 2015 verliep de verbintenis van de spits bij Orlando. Hierna zette hij ook een punt achter zijn actieve loopbaan.